# A Armenteira (Meis)

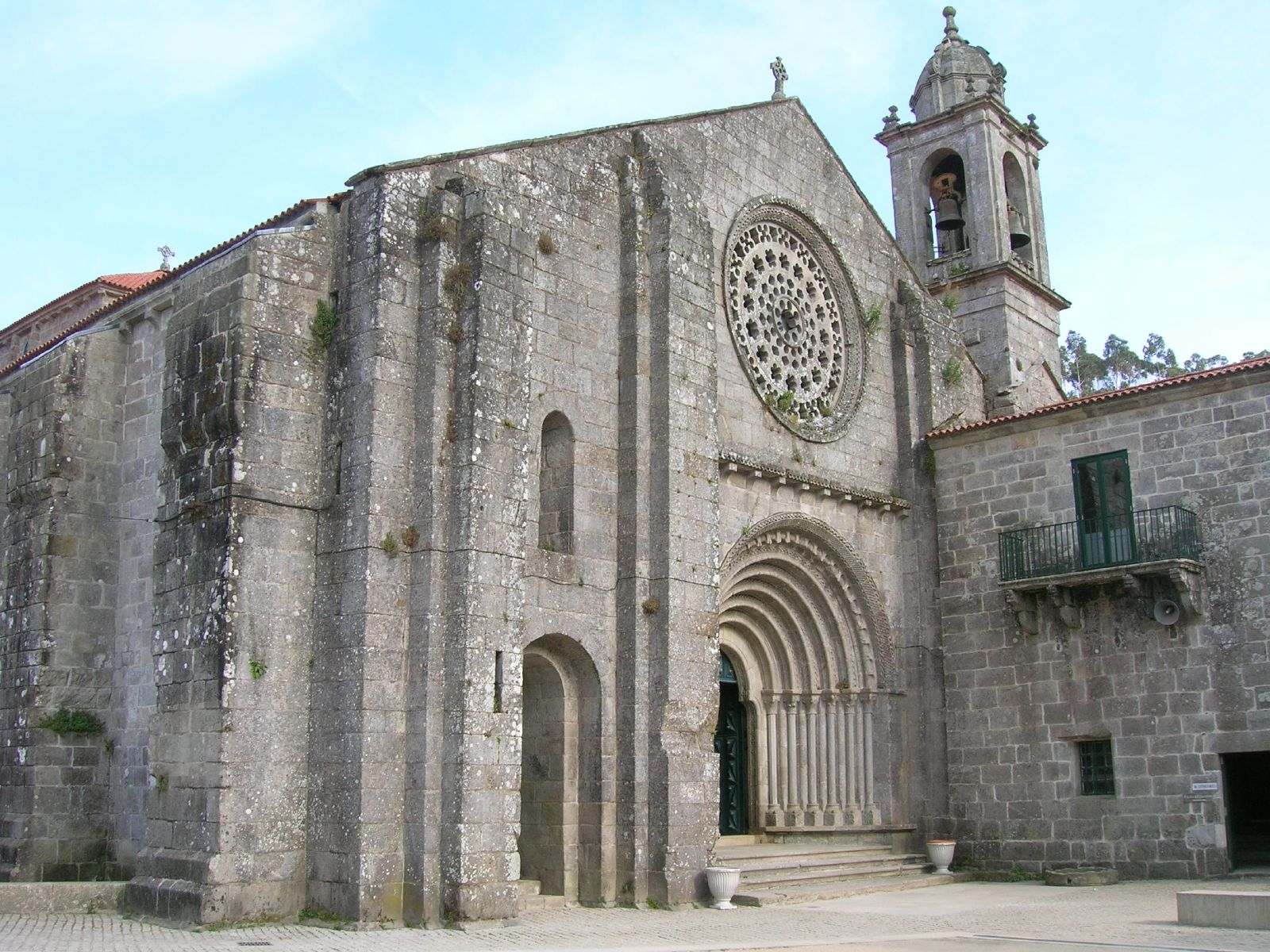
Fachada da igreja
População= 776 hab (2016)

Santa Maria da Armenteira é uma freguesia que se localiza no município de Meis. Segundo o INE, em 2016 tinha 776 habitantes (354 homens e 422 mulheres), o que supõe um queda populacional, em relação aos ano de 2014, quando tinha 823 habitantes, ou do ano de 2004, quando tinha 822 habitantes.
O topónimo Armenteira procede do latín armentariam, do substantivo armentum, rebanho de gado maior e do sufixo abundancial -ARIAM.

## Galeria de imagens

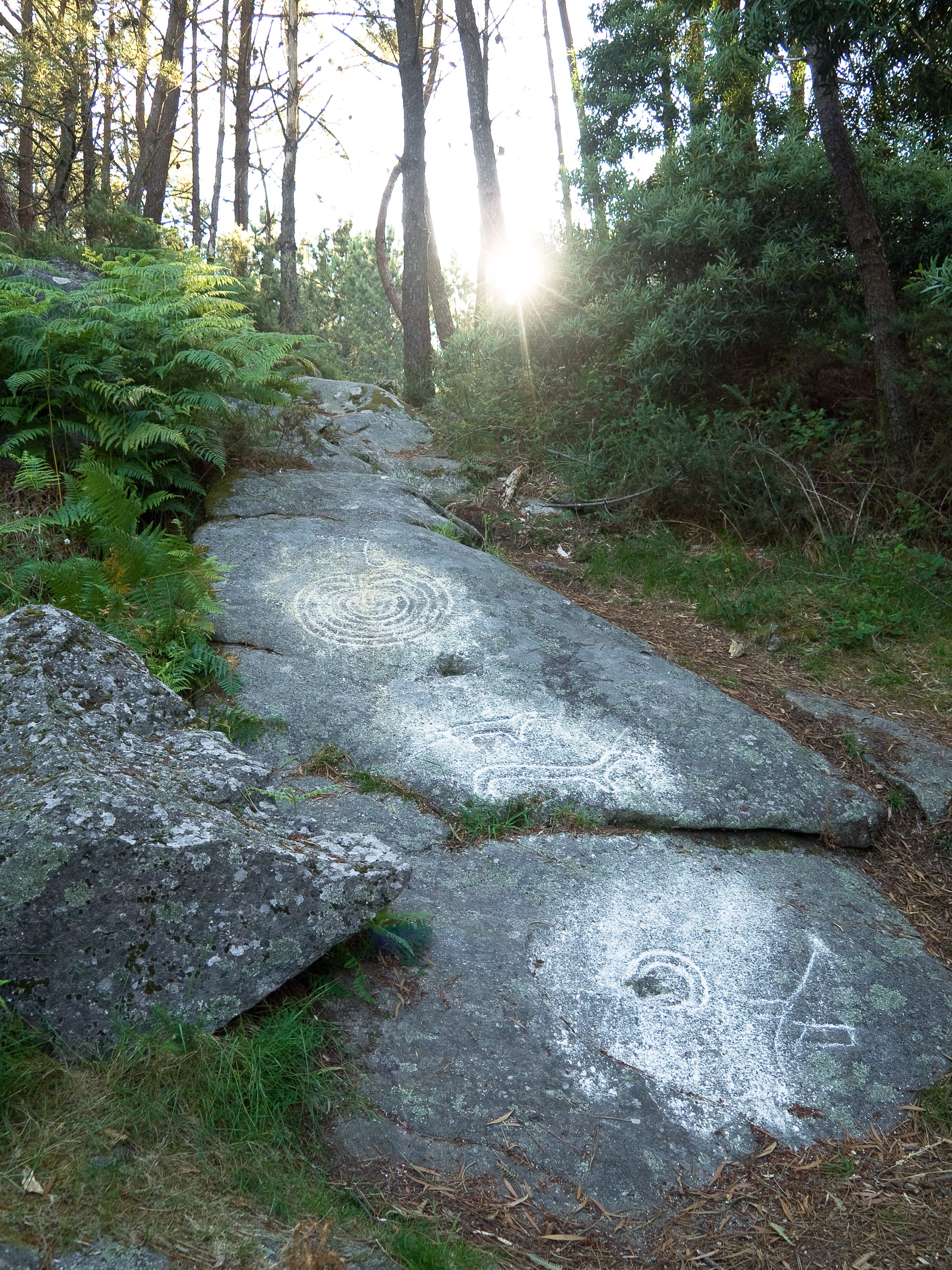
Colina do Cribo.
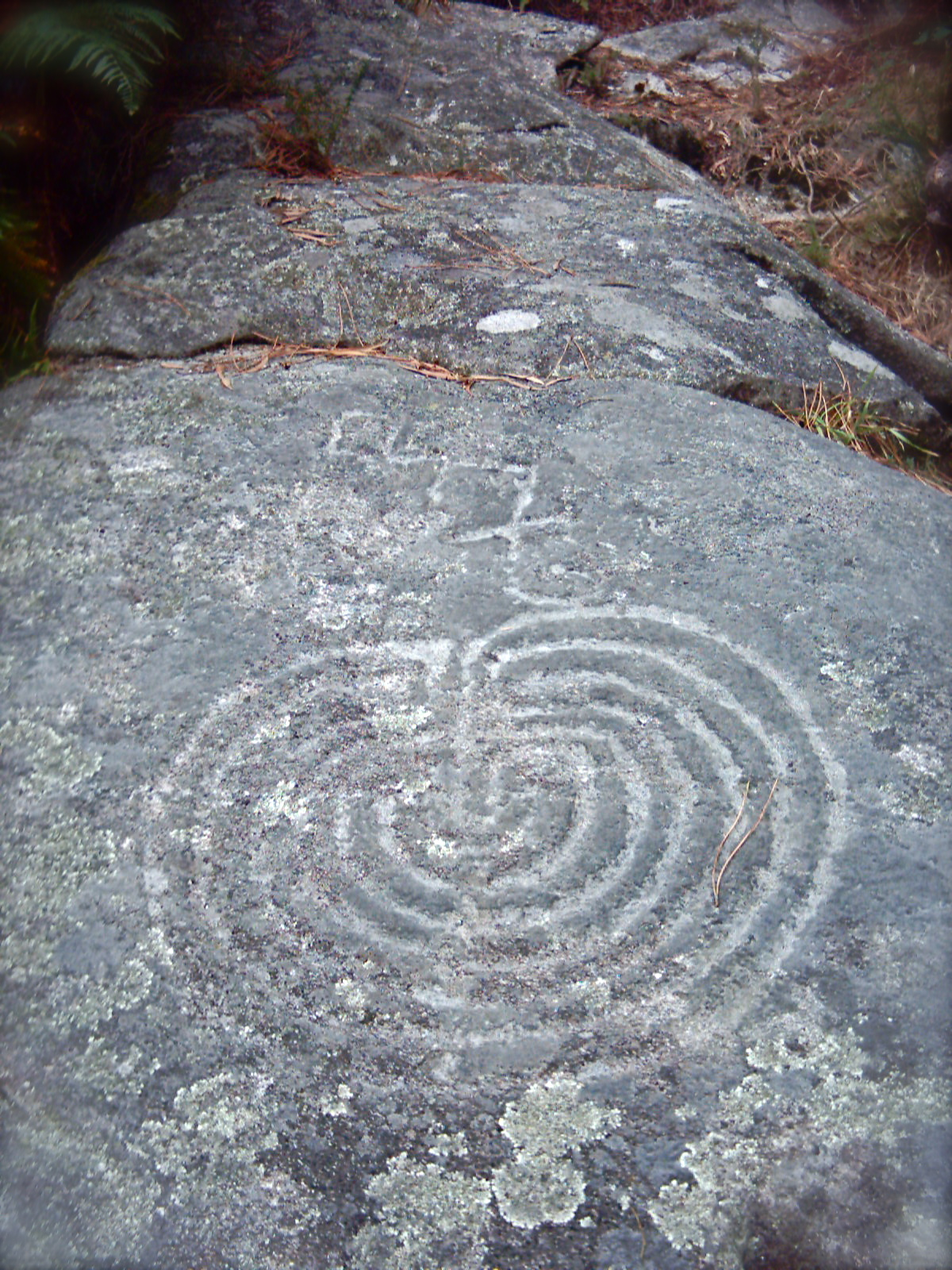
Labirinto da Colina do Cribo.

## Lugares e paróquias

### Freguesias de Meis
| Galiza \| Provincia de Pontevedra \| Parroquias de Meis |  |
| --- |  |
| A Armenteira (Santa María) \| Meis (San Salvador) \| Nogueira (San Vicente) \| Paradela (Santa María) \| San Lourenzo de Nogueira (San Lourenzo) \| San Martiño de Meis (San Martiño) \| San Tomé de Nogueira (San Tomé) |  |